# Proiettore da ricerca

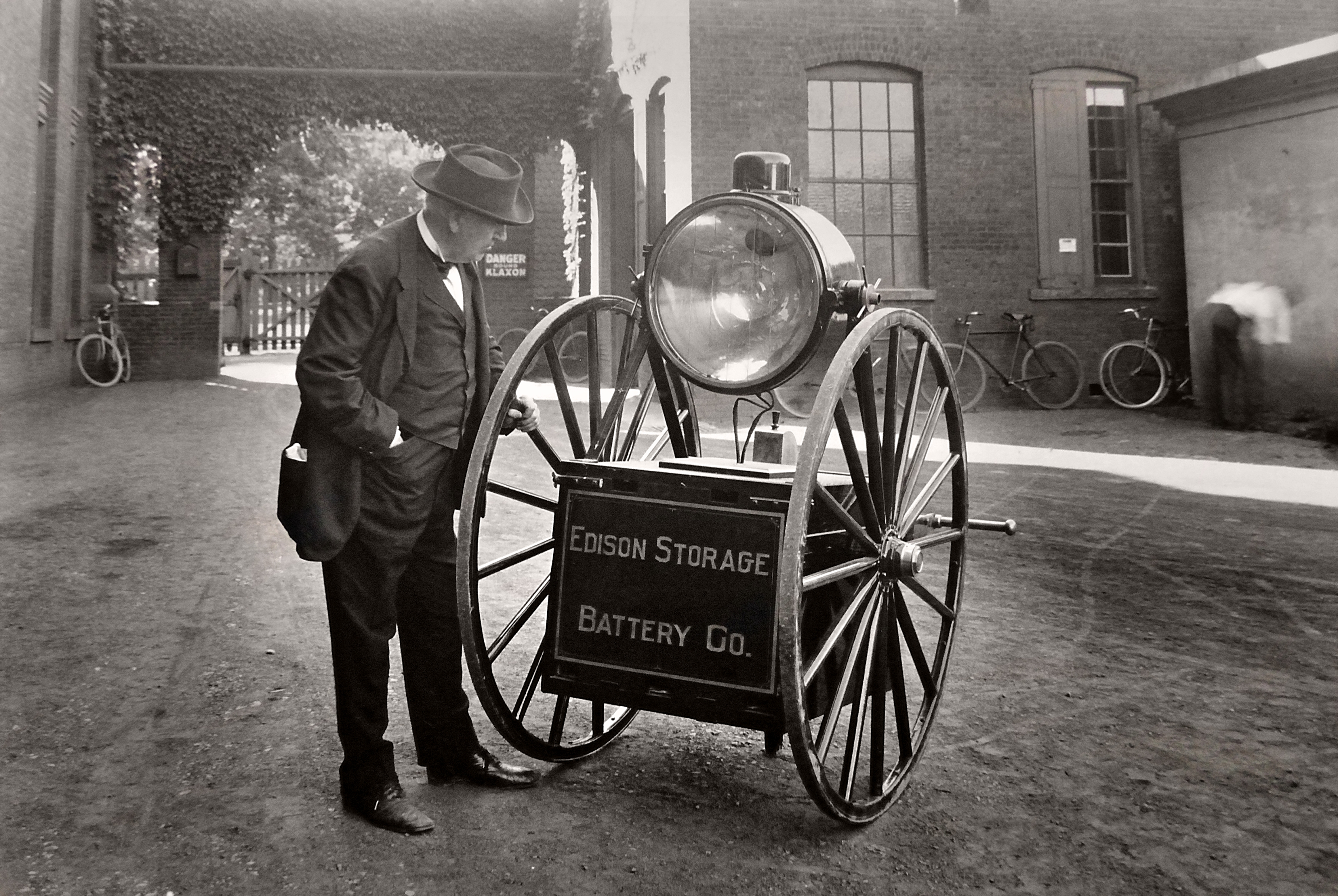
Thomas Alva Edison con il proiettore su carrello di sua ideazione.

Un proiettore da ricerca (o da scoperta) è un apparato ottico in grado di proiettare un potente fascio di luce a raggi approssimativamente paralleli, solitamente montato su un supporto che ne permette l'orientamento nelle varie direzioni.

## Uso militare

Proiettore da scoperta in uso sulle unità della Regia Marina.

L'uso militare del proiettore da ricerca iniziò verso la fine del 1800, quando le grandi navi da battaglia ne furono equipaggiate per scovare nel buio le piccole unità siluranti. Simili proiettori furono anche installati in molte batterie costiere di artiglieria per il tiro notturno.
I proiettori da ricerca furono estesamente usati durante la seconda guerra mondiale per la difesa dagli attacchi aerei notturni. Furono montati anche sulle navi da guerra anche se in questo caso l'utilità era molto limitata e presto soppiantata dall'uso del radar.
Per sopperire al raggio minimo di utilizzo dei primi radar, furono montati anche su velivoli antisommergibile britannici (proiettore Leigh).

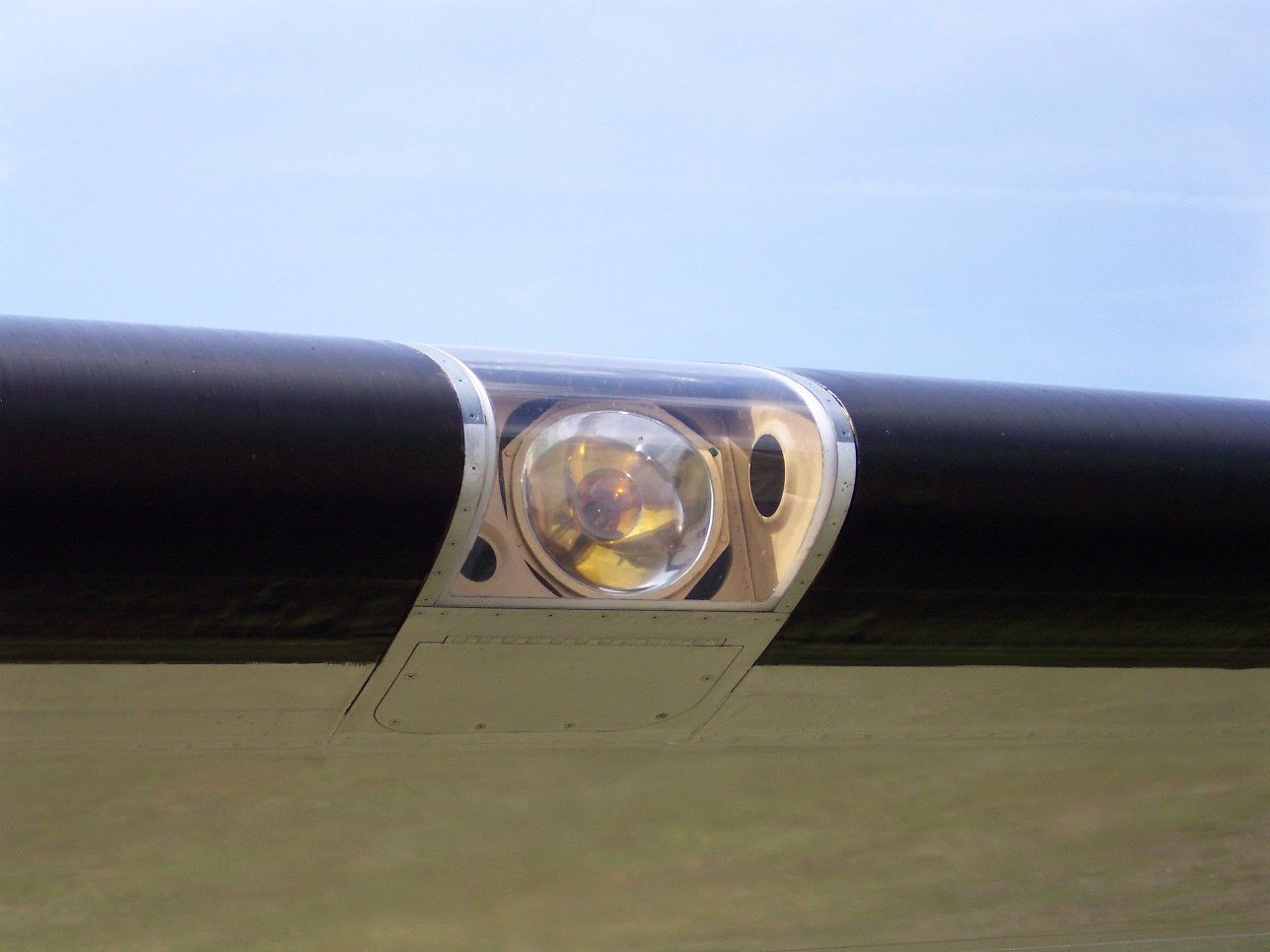
Proiettore da ricerca di un aereo antisommergibile Breguet Atlantic
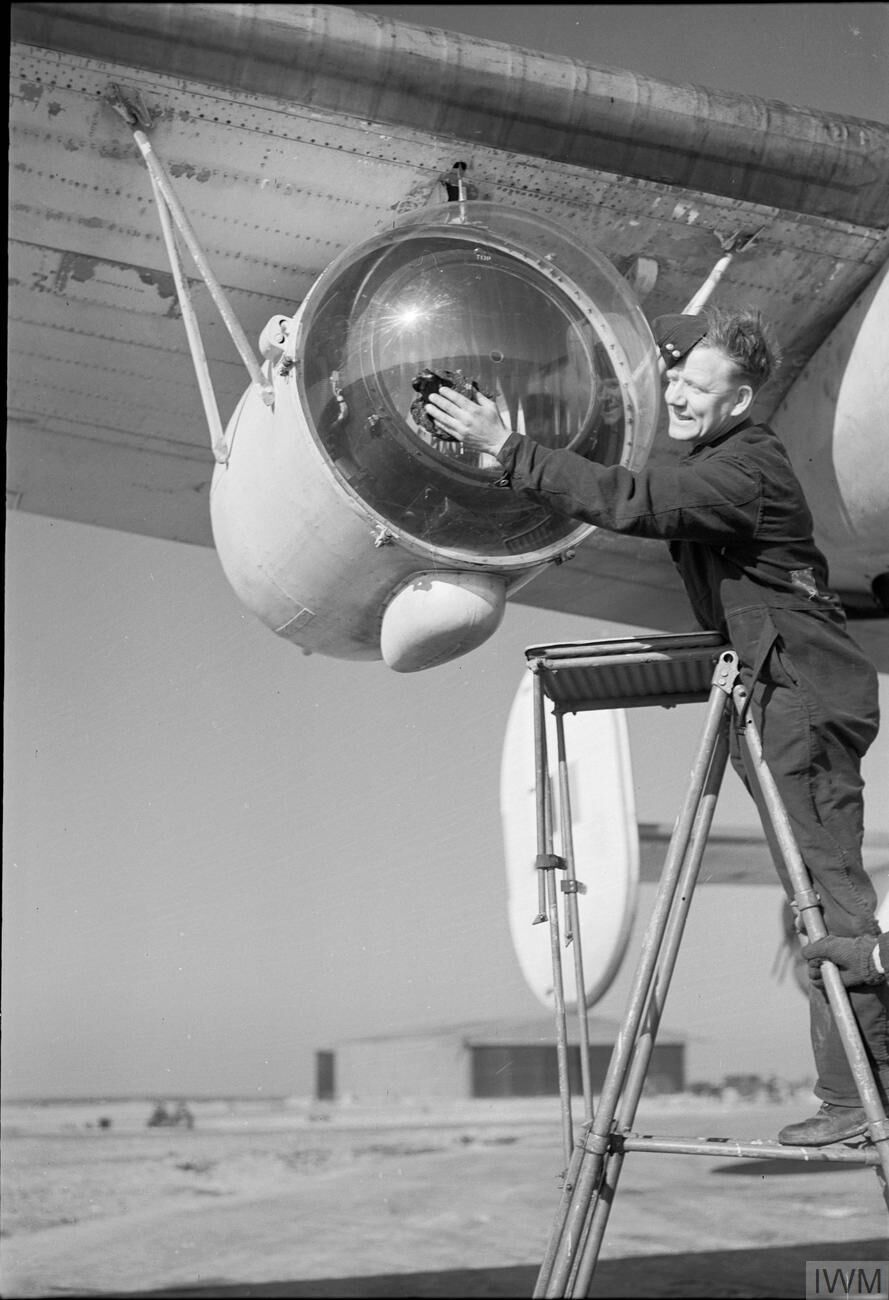
Proiettore Leigh

Nel passato recente ed attualmente vengono montati sugli aerei antisommergibili come il Lockheed P2V Neptune o il Breguet Br 1150 Atlantic; la loro utilità persiste in quanto sono dispositivi ottici che non emettono onde radio e non vengono quindi rilevati da sensori EWR presenti nell'area (non quelli del sommergibile che viene cacciato, che comunque capterebbe molto prima il rumore dei motori dell'aereo) e sono comunque utili durante le operazioni di ricerca e soccorso.

## Uso civile
Oggi questi proiettori sono utilizzati per scopi pubblicitari, fiere, festivals e altri eventi pubblici. Il loro uso era in passato comune per le première cinematografiche e possono essere infatti riconosciuti ad esempio nel logo della 20th Century Fox.